# Trzcianka (Przasnysz)
Pour les articles homonymes, voir Trzcianka.
Trzcianka (prononciation : [ˈtʂt͡ɕaŋka]) est un village polonais de la gmina de Przasnysz dans le powiat de Przasnysz de la voïvodie de Mazovie dans le centre-est de la Pologne.
Il se situe à environ 9 kilomètres au nord-ouest de Przasnysz (siège du powiat et de la gmina) et à 97 kilomètres au nord de Varsovie (capitale de la Pologne).

## Histoire
Jusqu'en 1945, Rohrdorf fait partie de l'arrondissement d'Ortelsbourg dans le district de Königsberg, dans la province de Prusse-Orientale.
De 1975 à 1998, le village appartenait administrativement à la voïvodie d'Ostrołęka.